# Nathan Katz (Schriftsteller)

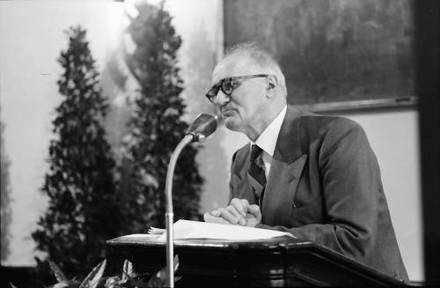
Nathan Katz bei der Verleihung des Oberrheinischen Kulturpreises 1966

Nathan Katz (* 24. Dezember 1892 in Waldighofen im Sundgau; † 12. Januar 1981 in Mülhausen) war ein französischer Lyriker und Dramatiker, bekannt für seine alemannischen Dichtungen in elsässischer Mundart.

## Leben

### Jugend, Ausbildung, Militärzeit
Nathan Katz, als „der originellste elsässische Dichter seit dem Mittelalter“ gewürdigt, wurde in eine jüdische Familie als Sohn eines Metzgers einer koscheren Metzgerei im Dorf Waldighofen im Reichsland Elsaß-Lothringen als deutscher Staatsangehöriger geboren. Er besuchte die Grundschule des Dorfes. Nathan hatte die Gewohnheit, alle literarischen Artikel aus Zeitungen herauszuschneiden. So wurde er früh mit Dichtern wie Rainer Maria Rilke,  Charles Péguy,  Rabindranath Tagore und Frederic Mistral vertraut.
Im Alter von 14 Jahren begann er eine Ausbildung als Bürolehrling. Durch einen Freund, der im Lehrerseminar zu Altkirch studierte, machte er sich mit der Weltliteratur bekannt. Im Ersten Weltkrieg wurde er als deutscher Soldat eingezogen und gleich in den ersten Wochen bei Saarburg schwer verwundet. Er nutzte seine Genesung in Freiburg im Breisgau, um als Gasthörer dem Seminar in Alemannischer Literatur von Philipp Witkop an der Universität beizuwohnen. Er wurde mit dem 150. Infanterie-Regiment an die Russische Front befohlen und verbrachte 14 Monaten in Gefangenschaft in Russland in einem Lager bei Nischni Nowgorod. Dort schrieb er auf Deutsch das pazifistische Buch Das Galgenstüblein – Ein Kampf um die Lebensfreude.
1916 wurde er nach Frankreich repatriiert und verbrachte fast drei Jahre als feindlicher Soldat in französischer Gefangenschaft.

### Nach dem Ersten Weltkrieg
Im September 1919 kehrte nach Waldighofen zurück. Durch den badischen Maler Adolf Strübe lernte er dessen Bruder, den alemannischen Schriftsteller Hermann Burte, einen Führer der völkischen Bewegung kennen, der ihm riet, auf Alemannisch zu dichten und der sein Mentor im deutschsprachigen Raum wurde.
1924 wurde Nathan Katz’ alemannisches Drama von der Hexenjagd, ‘S Annele Balthasar durch das Elsässer Theater in Mülhausen (ETM) uraufgeführt. 1930 folgtein die Märchenkomödie D’Ardwibele, die erste Oper auf Elsässisch. Der Komponist war der Sundgauer Leo Justinus Kauffmann. Im Elsass kultivierte Nathan Katz intensiv die heimische Künstlerszene. Zwischen 1923 und 1926 war Katz Teil einer intellektuell einer Gruppe junger, avantgardistischer, elsässisch-französischer Künstler in Altkirch, wie die expressionistischen Maler Robert Breitwieser (1899–1975) und Arthur Schachenmann (1893–1978),  der Kupferstecher André Jacquemin (1904–19192), der surrealistische Dichter Maxime Alexandre, die Malerin und Bildhauerin Jeanne Bergson (1893–1961), Tochter des Philosophen, und der Pastor Frédéric Hoffet (1906–1969). Katz ermutigte zwei noch sehr jungen französischen Poeten, Eugène Guillevic und Jean-Paul de Dadelsen, zum Schreiben.
Katz bereiste Europa als Handelsvertreter für Textilmaschinen für das Unternehmen SACM in Mülhausen. Nach der Wirtschaftskrise von 1929, bereiste er für den Straßburger Bäckerei- und Konfektmittelhersteller Ancel Südfrankreich und Nordafrika. Auf seinen langen Reisen schrieb er und übersetzte Dichter wie Shakespeare, Edgar Allan Poe und Rudyard Kipling ins Elsässische. Er bewunderte Robert Burns und Frédéric Mistral. „Die philosophischen und kulturellen Werte, die er seit seiner Kindheit eingesaugt hatte“, sagt Raymond Matzen, „die war er jetzt bereit auf Elsässisch mit dem ganzen schöpferischen Vermögen eines Weltbürgers auszudrücken. […] Das Regionale sollte nicht auf Kosten des Universellen gehen: in der Tat, es gelang ihm, seine menschliche Erfahrung und Einstellung in seine Dialektdichtung hineinzuwirken, ohne den künstlerischen Ausdruck und die Empfindungswelt derselben zu verzerren.“
Mit dem Aufstieg des Nationalsozialismus erfolgte ein Bruch zwischen Nathan Katz und Hermann Burte, dessen verdrängter Antisemitismus jetzt zum Vorschein kam. Bei Ausbruch des Zweiten Weltkrieges meldete sich Nathan Katz gleich am ersten Tag zur Armee. Er wurde abermals mobilisiert und nach Philippeville, Algerien, geschickt. Da er fast fünfzig Jahre alt war, wurde er im Juli 1940 entlassen und „in seine Heimstätte zurückgeschickt“ – nur dass er dort nicht hingehen konnte, da Hitler einmarschiert war und das Elsass an das Dritte Reich angegliedert hatte. Den Juden war es ausdrücklich verwehrt, ins Elsass einzureisen oder zurückzukehren. Er zog nach Limoges, in der sogenannte Französischen Freien Zone, wohin die Firma Ancel verlagert worden war, wurde aber in Übereinstimmung mit den neuen anti-jüdischen Vichy-Gesetzen entlassen. Als Jude hatte er kein Einkommen und musste versteckt und in Armut leben. Sein Elternhaus in Waldighofen war als Judenbesitz beschlagnahmt worden und wurde zu einem Sammellokal für die Hitlerjugend.

### Nach dem Zweiten Weltkrieg
Als Katz 1946 ins Elsass zurückkehrte, erhielt er eine feste Stelle als Bibliothekar an der Stadtbibliothek von Mülhausen. Im Jahre 1948, im Alter von 56 Jahren, heiratete er die zwanzig Jahre jüngere Françoise Boilly aus der Normandie, eine Enkelin des napoleonischen Generals Foy.
Nathan Katz’ Ruhm erreichte einen Höhepunkt in der Mitte der fünfziger Jahre. Zu Anfang stand die Wiederentdeckung der Partitur der Oper Ardwibele, mehr als ein Jahrzehnt nachdem Leo Justinus Kauffmann unter alliierten Bomben in 1944 im Konservatorium von Straßburg den Tod fand und die Partitur als verschollen galt. Die Ardwibele-Oper wurde wenige Monate später in einer französischen Übersetzung von Ernest Will als Hörfunkoper vom Straßburger Sender Radio Strasbourg produziert und ausgestrahlt. Eine andere Hörspielbearbeitung, auf Schwäbisch-Alemannisch, wurde vom Süddeutschen Rundfunk produziert und auch über den Deutschlandfunk in Berlin gesendet.
In 1958 brachte das ETM in Mülhausen eine erfolgreiche Neuinszenierung der Annele Balthasar, und im selben Jahr erschien Nathan Katz’ neuer Gedichtband: Sundgäu. O loos da Rüef dur d’Gàrte.
Späte Ehren kamen Nathan Katz zu, wie der Oberrheinische Kulturpreis 1966; die Einladung als Ehrengast zum Hertinger Hebelschoppen 1968 in Baden, ein jährliches, Bankett zu Ehren Johann Peter Hebels. 1977 nahm er die Bretzel d’or (= die goldene Bretzel) des Instituts der Volkskünste und Traditionen des Elsass (IATAPA) entgegen.
Er starb im Hasenrainspital in Mülhausen am 12. Januar 1981, 89 Jahre alt, an einem Herzversagen.

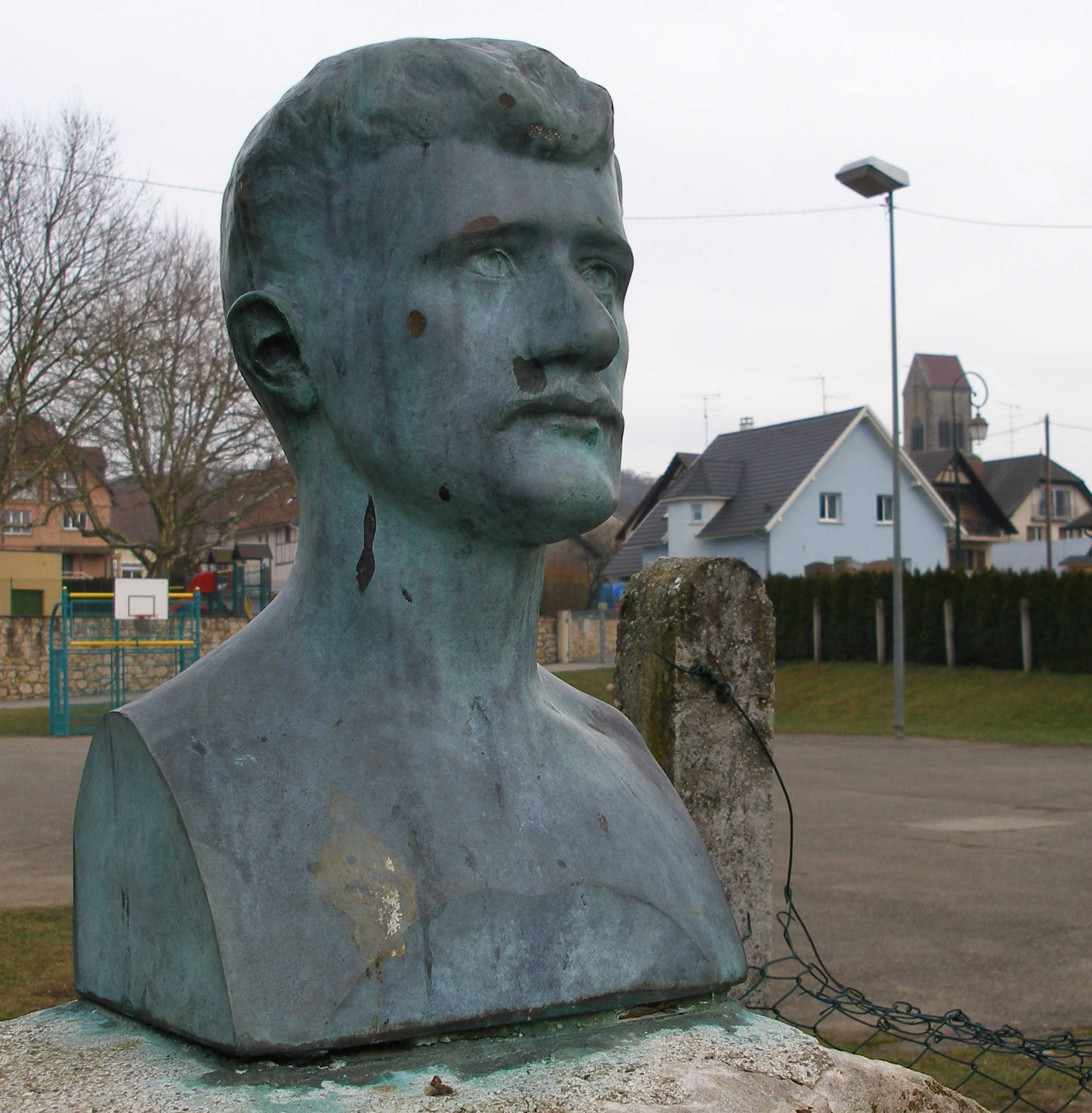
Nathan-Katz-Denkmal in Waldighofen

## Werk

### Erstausgaben
Für eine vollständige Bibliographie, siehe l’Œuvre poétique, Éditions Arfuyen, Orbey, 2001.
- Das Galgenstüblein.  Ein Kampf um die Lebensfreude.  Éd. de la Littérature populaire, Mulhouse, 1920.
- Annele Balthasar, Éd. de la Jeunesse, Thann, 1924.
- D’Ardwibele.  E Spiel üs ‘m Sundgäu, Colmar, 1930.
- Die Stunde des Wunders, Alsatia, Colmar, 1930.
- Sundgäu.  Gedichte, Alsatia, Colmar, 1930.
- 0 loos da Rüef dur d’Gàrte, 1958.
- ‘S Rosele (mit französischer Übersetzung von Roger Kiehl).  Contes et récits d’Alsace. Petite anthologie de la poésie alsacienne. Association Jean-Baptiste Weckerlin, tome III, Strasbourg, 1966.
- D’Gschichte vom e Rolli (mit französischer Übersetzung von Eugène Guillevic), Contes et récits d’Alsace. Petite anthologie de la poésie alsacienne. Association Jean-Baptiste Weckerlin, tome V, Strasbourg, 1970.
- Dr Schorschle / Georgela (mit französischer Übersetzung von Antoine Wicker, illustratriert von Eugène Noack), Éd.  Bueb & Reumaux, 1983.
- Poèmes alémaniques inédits (zum Anlass der Befreiung des Elsass gedichtet), herausgegeben und übersetzt von Yolande Siebert, Recherches germaniques 24 (1994), S. 129–184.

### Neuausgaben
- Sundgäu Gedichter (oben Nr. 5) zusammen mit 0 loos da Rüef dur d’ Gàrte. Näii Sundgäugedichter (oben Nr. 6), in einem Band, Alsatia, Colmar, 1958.
- Mi Sundgäu. Alemannische Gedichte in Sundgauer Mundart.  Einführung und sprachlicher Anhang von Raymond Matzen, Zeichnungen von Eugène Cordier. Morstadt Verlag, Kehl am Rhein, 1985.

### Übersetzungen ins Deutsche
- Annele Balthasar, ins Englische und Deutsche übersetzt, mit Vorwort von Anne-Marie de Grazia, Metron Publications, Princeton, NJ, Stillwater, OK, 2024, ISBN 978-1-60377-101-6

### Übersetzungen ins Französische
- Sundgäu, choix de poèmes avec traductions, préface de Camille Schneider, lithographies originales d’Alberto Solbach, Éd. Plaisir du Livre, Imprimerie Nationale, Paris, 1975.
- Comme si nous pouvions connaitre l’éternité.  Choix de poèmes fait par les traducteurs et les éditeurs. Dessins de Henri Solveen.  Traductions de l’alémanique par Hubert Holl et Kza Han, Éd. du Nadir, 1987.
- Sundgäu, choix de poèmes avec un texte inédit de, Nathan Katz Friejohr em Sundgäu. Traduit par Jean-Paul de Dadelsen, Eugène Guillevic et Nathan Katz, Éditions Arfuyen, Paris, 1987.
- Œuvre poétique I (bilingue alémanique-français). Traduit de l'alémanique par Théophane Bruchlen, Jean-Paul de Dadelsen, Guillevic, Alfred Kern, Jean-Paul Klée, Gérard Pfister, Yolande Siebert et Claude Vigée, Éditions Arfuyen, Orbey, 2001. Voir infra réédition de 2021.
- L’Œuvre poétique I. Sundgäu (bilingue alémanique français). Traduit de l'alémanique par Théophane Bruchlen, Jean-Paul de Dadelsen, Guillevic, Alfred Kern, Jean-Paul Klée, Gérard Pfister, Yolande Siebert et Claude Vigée. Préface de Jean-Paul de Dadelsen. Postface et notes de Yolande Siebert. Éditions Arfuyen, Orbey, 2021 (rééd. revue et augmentée de l'édition de 2001). ISBN 978-2-84590-320-3.
- Œuvre poétique II, Oh, écoute, dans les jardins, cet appel, suivi de poèmes inédits et retrouvés (bilingue alémanique-français). Traduit de l’alémanique par Camille Claus, Jean-Paul de Dadelsen, Adrien Finck, Jacques Goorma, Gaston Jung, Gérard Pfister, Sylvie Reff, Yolande Siebert, Jean-Paul Sorg, Albert Strickler, Claude Vigée, Jean-Claude Walter, André Weckmann et Conrad Winter. Préface de Georges-Emmanuel Clancier. Postface de Jean-Paul Sorg. Présentation par Yolande Siebert, Éditions Arfuyen, Orbey, 2003. Présentation et notices de Yolande Siebert.
- Annele Balthasar (bilingue alémanique-français). Traduit de l'alémanique et présenté par Jean-Louis Spieser. Textes liminaires de Yolande Siebert et Jacob Rogozinski. Éditions Arfuyen, Paris-Orbey, 2018.  Prix Nathan Katz du Patrimoine 2018. ISBN 978-2-84590-268-8.
- La Petite Chambre qui donnait sur la potence (Das Galgenstüblein). Traduit de l'alémanique par Jean-Louis Spieser. Préfaces de Yolande Siebert et de Jean-Paul Sorg. Éditions Arfuyen,  Paris-Orbey, 2020. ISBN 978-2-84590-297-8.